# Manteau (maison d'édition)
Pour les articles homonymes, voir Manteau.
Manteau est une maison d'édition belge qui fut fondée en 1938 par Angèle Manteau. Selon l'Académie Royale Flamande de Belgique des Sciences et des Arts, la maison d'édition Manteau a « incontestablement marqué l’histoire de la littérature flamande »

## Auteurs publiés
- Pieter Aspe
- Piet Baete
- Marc de Bel
- Toni Coppers
- Luc Deflo
- Patrick De Bruyn
- Jef Geeraerts
- Paul Kustermans
- Stan Lauryssens
- Londersele
- Marthe Maeren
- Bob Mendes
- Mark Tijsmans
- Jos Vandeloo
- Johny Van Tegenbos
- Lydia Verbeeck
- Helen Vreeswijk
- Loekie Zvonik

## Source de  la traduction
- (nl) Cet article est partiellement ou en totalité issu de l’article de Wikipédia en néerlandais intitulé « Manteau (uitgeverij) » (voir la liste des auteurs).